# Щ
Shcha (Щ, щ) é a quinquagésima primeira letra do alfabeto cirílico. No russo moderno, soa como fricativo alvéolo palatal surda, um som inexistente na língua portuguesa, parecido com mexendo , mas seria similar ao som da letra Ш (cha) com a língua nos dentes inferiores. O seu equivalente polonês é szcz.
Uma forma de diferenciar, apesar dessa letra ser pouco usada, seria como um som mais suave que a letra ш, como na palavra "chiclete" diferente da palavra "chocolate" que seria escrita com ш, de som mais forte.
|                                                    | Щ Pronúncia de Щ |
| Problemas para escutar este arquivo? Veja a ajuda. |                  |